# Manuel Fernandes da Silva Campos
Manuel Fernandes da Silva Campos (Póvoa de Varzim, Póvoa de Varzim, 20 de Março de 1826 - Macaé, Rio de Janeiro, 1890), 1.º Barão da Póvoa de Varzim, foi um fidalgo, empresário e fazendeiro. 

## Família
Filho de João Fernandes da Silva Campos e de sua mulher Joaquina Alves de Sousa (Póvoa de Varzim, Balazar, Lugar do Telo, 7 de Outubro de 1789 - ?).

## Biografia
Estabelecido em Macaé, Rio de Janeiro, onde foi proprietário, entre outras, da Fazenda da Bertioga e da Companhia Ferro Carril de Macahé, além de Vice-Cônsul de Portugal.
Era Fidalgo Cavaleiro da Casa Real.
O título de 1.º Barão da Póvoa de Varzim foi-lhe concedido por Decreto de D. Luís I de Portugal de 18 de Maio de 1868 Armas: escudo partido, a 1.ª de Campos e a 2.ª da Silva; timbre: de Campos; coroa de Barão, concedidas por Alvará de Mercê Nova de 8 de Novembro de 1869.

## Casamento e descendência
Casou em Macaé, Rio de Janeiro, a 4 de Fevereiro de 1858 com Florinda Bernardina da Silva Porto (Póvoa de Varzim, Póvoa de Varzim, 11 de Março de 1830 - ?), Baronesa consorte, filha de João José da Silva Porto, Fidalgo Cavaleiro da Casa Real e 518.º Comendador da Real Ordem Militar de Nossa Senhora da Conceição de Vila Viçosa a 10 de Setembro de 1855, e de sua mulher Ana Bernardina da Silva, com geração. Era tio-trisavô de Diogo Pinto de Freitas do Amaral.